# Großer Preis von Deutschland 2014
Der Große Preis von Deutschland 2014 (offiziell 2014 Formula 1 Grosser Preis Santander von Deutschland) fand am 20. Juli auf dem Hockenheimring in Hockenheim statt und war das zehnte Rennen der Formel-1-Weltmeisterschaft 2014.

## Berichte

### Hintergrund
Nach dem Großen Preis von Großbritannien führte Nico Rosberg in der Fahrerwertung mit vier Punkten vor Lewis Hamilton und mit 67 Punkten vor Daniel Ricciardo. In der Konstrukteurswertung führte Mercedes mit 158 Punkten vor Red Bull-Renault und mit 220 Punkten vor Ferrari.
Der Große Preis von Deutschland wechselte turnusmäßig vom Nürburgring auf den Hockenheimring.
Beim Großen Preis von Deutschland stellte Pirelli den Fahrern die Reifenmischungen P Zero Soft (gelb) und P Zero Supersoft (rot) sowie für Nässe Cinturato Intermediates (grün) und Cinturato Full-Wets (blau) zur Verfügung.
Es gab erstmals auf dem Hockenheimring zwei DRS-Zonen, Zone eins begann 60 Meter nach der Nordkurve, der Messpunkt lag 110 Meter vor der Kurve. Der Aktivierungspunkt für die zweite DRS-Zone befand sich auf der Parabolika 260 Meter nach dem Ausgang der Kurvenkombination Einfahrt Parabolika, an deren Ende sich der Messpunkt befand.
Im Vergleich zum Großen Preis von Deutschland 2012 wurden an drei Stellen Veränderungen an der Strecke vorgenommen. Vor der Nordkurve wurde ein Rasengitterstreifen mit einer Breite von einem Meter angelegt. Im Rechts-Bogen vor der Südkurve wurde hinter dem Randstein auf der Innenseite ein zusätzlicher Randstein mit einer Höhe von fünf Zentimetern montiert. Um Regenwasser in der Südkurve schneller abfließen zu lassen, wurde dort eine neue Drainage installiert.
Rosberg verwendete anlässlich des Titelgewinns der deutschen Fußballnationalmannschaft bei der Fußball-Weltmeisterschaft 2014 ein modifiziertes Helmdesign.
Jules Bianchi, Pastor Maldonado (jeweils vier), Valtteri Bottas, Marcus Ericsson, Kevin Magnussen und Adrian Sutil (jeweils zwei) gingen mit Strafpunkten ins Rennwochenende.
Mit Fernando Alonso (dreimal), Hamilton (zweimal) und Sebastian Vettel (einmal) traten drei ehemalige Sieger zu diesem Grand Prix an. Auf dem Hockenheimring gewann Alonso dabei dreimal, Hamilton einmal.
Als Rennkommissare fungierten Garry Connelly (AUS), Felix Holter (GER), Tom Kristensen (DEN) und Vincenzo Spano (VEN) sowie ein nationaler Rennkommissar.
Im Vorfeld des Rennens teilte die FIA den Teams mit, dass das FRIC-System mit sofortiger Wirkung als bewegliches, aerodynamisches Hilfsmittel interpretiert werde und damit Artikel 3.15 des Technischen Reglements verletze. Bei der technischen Abnahme am Donnerstag vor dem Grand Prix war kein Fahrzeug mit einem FRIC-System ausgestattet.
Mit 52.000 Zuschauern am Rennsonntag stellte der Große Preis von Deutschland 2014 einen Negativrekord für die Zuschauerzahl bei einem Formel-1-Rennen auf dem Hockenheimring auf.

### Training
Im ersten freien Training fuhr Rosberg die Bestzeit vor Hamilton und Alonso. Susie Wolff übernahm in diesem Training den Williams von Bottas und Giedo van der Garde den Sauber von Esteban Gutiérrez.
Im zweiten freien Training übernahm Hamilton die Führung von Rosberg. Ricciardo wurde Dritter.
Im dritten freien Training führte Rosberg erneut vor Hamilton und Alonso.

### Qualifying

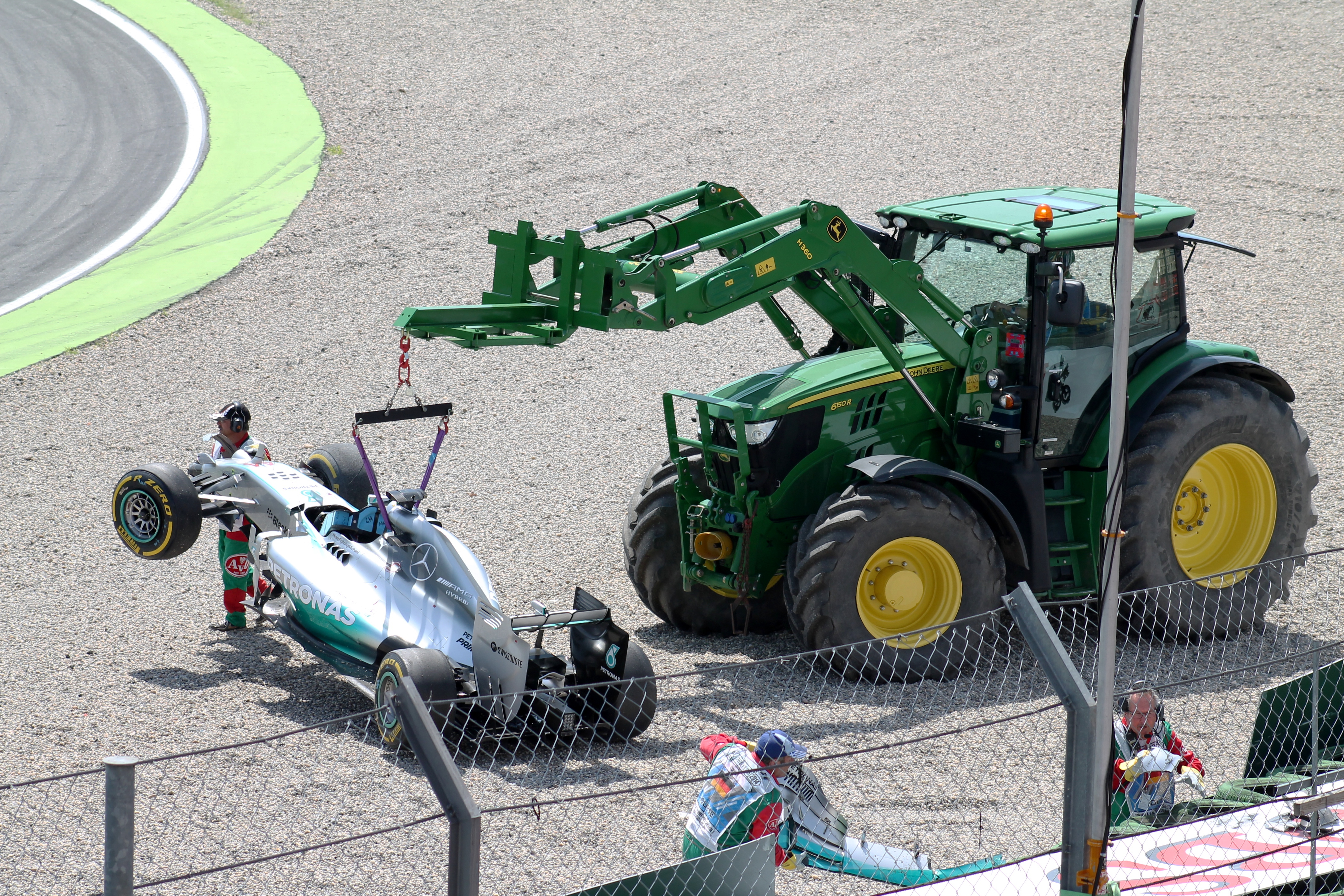
Der beschädigte Wagen von Hamilton wird geborgen

Das Qualifying bestand aus drei Teilen mit einer Nettolaufzeit von 45 Minuten. Im ersten Qualifying-Segment (Q1) hatten die Fahrer 18 Minuten Zeit, um sich für das Rennen zu qualifizieren. Alle Fahrer, die im ersten Abschnitts eine Zeit erzielten, die maximal 107 Prozent der schnellsten Rundenzeit betrug, qualifizierten sich für den Grand Prix. Die besten 16 Fahrer erreichten den nächsten Teil. Etwa sieben Minuten vor Schluss brach Hamilton die rechte vordere Bremsscheibe vor der Sachskurve. Als Folge drehte sich sein Fahrzeug und schlug in die Begrenzung ein. Das Qualifying wurde zur Bergung des Fahrzeugs unterbrochen. Beim Unfall wurde das Getriebe des Wagens beschädigt und musste gewechselt werden, so dass Hamilton um fünf Plätze nach hinten versetzt wurde. Da Mercedes sich dazu entschied, Bremsscheiben eines anderen Herstellers – IC statt Brembo – an Hamiltons Wagen zu verwenden, hieß es zunächst, Hamilton müsse das Rennen aus der Boxengasse aufnehmen. Da die neuen Bremsscheiben das gleiche Gewicht und die gleiche Größe wie die alten hatten, wurde ihm nach Artikel 34.2 des Sportlichen Reglements schließlich doch erlaubt, aus der Startaufstellung zu starten. Ericsson fuhr aufgrund eines Hydrauliklecks keine Zeit und scheiterte damit an der Qualifikation, nachträglich wurde ihm aber ein Start zum Rennen erlaubt, da er im freien Training ausreichend schnell war. Auch er startet aus der Boxengasse, da die Reparaturarbeiten an seinem Wagen nicht, wie in Artikel 34.4 des sportlichen Reglements gefordert, 3,5 Stunden nach Ende des Qualifyings beendet waren. Rosberg fuhr schließlich die Bestzeit. Die Caterham- und Marussia-Piloten sowie Maldonado und Sutil schieden aus.
Der zweite Abschnitt (Q2) dauerte 15 Minuten. Die schnellsten zehn Piloten qualifizierten sich für den dritten Teil des Qualifyings. Rosberg blieb auf dem ersten Platz. Hamilton, der wegen des Unfalls keine Zeit setzte, sowie Romain Grosjean, Gutiérrez, Jean-Éric Vergne, Kimi Räikkönen und Jenson Button schieden aus.
Der finale Abschnitt (Q3) ging über eine Zeit von zwölf Minuten, in denen die ersten zehn Startpositionen vergeben wurden. Rosberg war ein weiteres Mal am schnellsten und erzielte die Pole-Position vor Bottas und Felipe Massa.

### Rennen
Rosberg behielt beim Start die Führung vor Bottas. Magnussen startete besser als die beiden Williams-Piloten und schob sich vor der ersten Kurve auf der Innenbahn neben Massa. Massa zog am Scheitelpunkt der Kurve jedoch nach innen, so dass es zu einer Berührung von Massas rechtem Hinterreifen und Magnussens linkem Vorderreifen kam. Dabei wurde Massas Williams ausgehebelt und überschlug sich, Massa schied damit aus, blieb jedoch unverletzt. Zur Fahrzeugbergung ging das Safety Car auf die Strecke. Magnussen fuhr an die Box, konnte aber weiterfahren. Ricciardo wich dem Fahrzeug von Massa gerade noch aus, musste aber einen weiten Weg durch die Auslaufzone fahren und verlor viele Positionen. Rosberg führte in der Safety-Car-Phase vor Bottas, Vettel, Alonso und Nico Hülkenberg.
Während sich Rosberg nach dem Restart in Runde drei sofort absetzte, zeigte sein Teamkollege Hamilton, der auf der härteren Reifenmischung gestartet war, einige Überholmanöver im hinteren Teil des Feldes. In der siebten Runde gingen Ricciardo und Hamilton vor der Haarnadelkurve an Sutil vorbei. Dabei kam es zu einer leichten Berührung zwischen Sutil und Hamilton. Kurz darauf berührten sich Sergio Pérez und Daniil Kwjat, der Pérez außen überholen wollte. Dabei kam Kwjat von der Strecke ab, er absolvierte darauf einen Boxenstopp. Hinter Pérez lagen nun Räikkönen, Ricciardo und Hamilton. In der elften Runde ging Ricciardo an Räikkönen vorbei. Hamilton versuchte in dieser Runde ebenfalls ein Manöver gegen Räikkönen, war aber nicht erfolgreich. Zwei Runden später versuchte Räikkönen vor der Haarnadelkurve wieder an Ricciardo vorbeizufahren. Hamilton nutzte die Situation und überholte beide Fahrer in einem Zug.
In der zwölften Runde begann die erste Boxenstoppphase. Da es mehrere unterschiedliche Strategien gab, kam es in den nächsten Runden zu einigen boxenstoppbedingten Überholmanövern auf der Strecke. So lag Räikkönen, der noch nicht an der Box war, in der 15. Runde vor Vettel und Alonso, die ihn beide vor der Haarnadelkurve überholten. Dabei wurde Räikkönen eingeklemmt und sein Frontflügel leicht beschädigt.
Rosberg behielt bei seinem Boxenstopp die Führung. Bottas fiel hinter Hamilton, dessen erster Stopp später war, zurück. Mit den neuen Reifen holte Bottas rasch auf Hamilton aus und ging an ihm vorbei. Hamilton wurde von der Box aufgefordert, dass er aufgrund der unterschiedlichen Reifenzustände nicht mit Bottas kämpfen solle. Nachdem Hamilton elf Runden nach Rosberg an der Box war, lag er wieder hinter einigen Fahrern. Zunächst versuchte er, Button zu überholen. Dabei beschädigte er sich in der Haarnadel seinen Frontflügel, ging jedoch wenig später an Button und ein paar Runden darauf auch an Hülkenberg vorbei und lag auf dem fünften Platz. Grosjean war in der Zwischenzeit mit einem technischen Problem ausgeschieden.
In der 34. Runde begann die zweite Boxenstoppphase. Erneut war Alonso der erste Pilot, der die Reifen wechselte. Kurz nach ihm ging auch sein Teamkollege Räikkönen an die Box. Räikkönen hätte ursprünglich länger draußen bleiben sollen, seine Reifen waren aber zu stark abgenutzt. Rosberg, Bottas und Hamilton gingen in der 43. Runde an die Box. Rosberg und Bottas blieben dabei vorne, Hamilton fiel hinter Alonso zurück. Kurz darauf gab es ein Feuer am Toro Rosso von Kwjat, der sein Auto in der Auslaufzone der Haarnadelkurve abstellte, wo das Fahrzeug dann gelöscht wurde. Hamilton holte indes mit seinen frischen, superweichen Reifen rund zwei Sekunden pro Runde auf Alonso auf.
In der 50. Runde verlor Sutil, der schon überrundet war, die Kontrolle über sein Fahrzeug und blieb nach einem Dreher auf der Start-Ziel-Geraden stehen. Hamilton ging sofort an die Box und wechselte auf einen weiteren Satz der superweichen Reifenmischung, um im Falle eines erneuten Safety-Car-Einsatzes mit frischen Reifen bessere Chancen in den letzten Runden des Rennens zu haben. Allerdings kam das Safety Car nicht auf die Strecke, was die meisten Fahrer und Teamverantwortlichen überraschte – insbesondere vor dem Hintergrund, dass die Rennleitung im Rahmenprogramm beim GP2-Sprintrennen am Morgen das Safety Car ohne erkennbaren Grund auf die Strecke geschickt und damit das Rennergebnis stark beeinflusst hatte. Wäre das Safety Car in dieser Situation auf die Strecke gegangen, so hätte Hamilton mit frischen superweichen Reifen gute Chancen auf einen Sieg gehabt.
Hamilton holte mit den neuen Reifen schnell auf und fuhr in dieser Phase die schnellste Rennrunde. Nachdem er Alonso überholt hatte, ging dieser an die Box. Hamilton, der bereits 17 Positionen gut gemacht hatte, holte auch auf Bottas auf, zu einem Überholmanöver kam es aber nicht mehr, da Bottas auf den Geraden sehr schnell war. Im Gegensatz dazu gab es im restlichen Feld noch ein paar Überholmanöver in der Schlussphase. Ricciardo ging zunächst an Button vorbei und war anschließend unter Druck von Alonso, der frischere Reifen hatte. Ricciardo hielt Alonsos Überholversuche mehrere Runden Stand, wurde in der 63. Runde aber schließlich überholt. Alonso äußerte sich nach dem Rennen positiv über Ricciardos Zweikampfqualitäten. Button ging drei Runden vor Schluss noch einmal zum Reifenwechsel.
Rosberg gewann schließlich zum ersten Mal den Deutschland-Grand-Prix. Bottas wurde wie beim vorherigen Rennen Zweiter. Hamilton wurde Dritter vor Vettel, Alonso und Ricciardo. Hülkenberg, Button, Magnussen und Pérez komplettierten die Top 10.
In der Fahrerweltmeisterschaft baute Rosberg seinen Vorsprung aus. Hamilton blieb Zweiter, Ricciardo Dritter. Bei den Konstrukteuren blieben die ersten zwei Positionen unverändert. Williams ging an Ferrari vorbei auf die dritte Position.
Vergne wurde mit einem Strafpunkt belegt, da er in der sechsten Kurve bei einem Duell mit Grosjean von einem Ausweichmanöver durch die Auslaufzone profitiert hatte.

## Meldeliste
| Team                          | Nr. | Fahrer              | Chassis           | Motor                 | Reifen |
| ----------------------------- | --- | ------------------- | ----------------- | --------------------- | ------ |
| Infiniti Red Bull Racing      | 01  | Sebastian Vettel    | Red Bull RB10     | Renault 1.6 V6T       | P      |
| Infiniti Red Bull Racing      | 03  | Daniel Ricciardo    | Red Bull RB10     | Renault 1.6 V6T       | P      |
| Marussia F1 Team              | 04  | Max Chilton         | Marussia MR03     | Ferrari 1.6 V6T       | P      |
| Marussia F1 Team              | 17  | Jules Bianchi       | Marussia MR03     | Ferrari 1.6 V6T       | P      |
| Mercedes AMG Petronas F1 Team | 06  | Nico Rosberg        | Mercedes F1 W05   | Mercedes-Benz 1.6 V6T | P      |
| Mercedes AMG Petronas F1 Team | 44  | Lewis Hamilton      | Mercedes F1 W05   | Mercedes-Benz 1.6 V6T | P      |
| Scuderia Ferrari              | 07  | Kimi Räikkönen      | Ferrari F14 T     | Ferrari 1.6 V6T       | P      |
| Scuderia Ferrari              | 14  | Fernando Alonso     | Ferrari F14 T     | Ferrari 1.6 V6T       | P      |
| Lotus F1 Team                 | 08  | Romain Grosjean     | Lotus E22         | Renault 1.6 V6T       | P      |
| Lotus F1 Team                 | 13  | Pastor Maldonado    | Lotus E22         | Renault 1.6 V6T       | P      |
| Caterham F1 Team              | 09  | Marcus Ericsson     | Caterham CT05     | Renault 1.6 V6T       | P      |
| Caterham F1 Team              | 10  | Kamui Kobayashi     | Caterham CT05     | Renault 1.6 V6T       | P      |
| Sahara Force India F1 Team    | 11  | Sergio Pérez        | Force India VJM07 | Mercedes-Benz 1.6 V6T | P      |
| Sahara Force India F1 Team    | 27  | Nico Hülkenberg     | Force India VJM07 | Mercedes-Benz 1.6 V6T | P      |
| Williams Martini Racing       | 19  | Felipe Massa        | Williams FW36     | Mercedes-Benz 1.6 V6T | P      |
| Williams Martini Racing       | 41  | Susie Wolff         | Williams FW36     | Mercedes-Benz 1.6 V6T | P      |
| Williams Martini Racing       | 77  | Valtteri Bottas     | Williams FW36     | Mercedes-Benz 1.6 V6T | P      |
| McLaren Mercedes              | 20  | Kevin Magnussen     | McLaren MP4-29    | Mercedes-Benz 1.6 V6T | P      |
| McLaren Mercedes              | 22  | Jenson Button       | McLaren MP4-29    | Mercedes-Benz 1.6 V6T | P      |
| Sauber F1 Team                | 21  | Esteban Gutiérrez   | Sauber C33        | Ferrari 1.6 V6T       | P      |
| Sauber F1 Team                | 36  | Giedo van der Garde | Sauber C33        | Ferrari 1.6 V6T       | P      |
| Sauber F1 Team                | 99  | Adrian Sutil        | Sauber C33        | Ferrari 1.6 V6T       | P      |
| Scuderia Toro Rosso           | 25  | Jean-Éric Vergne    | Toro Rosso STR9   | Renault 1.6 V6T       | P      |
| Scuderia Toro Rosso           | 26  | Daniil Kwjat        | Toro Rosso STR9   | Renault 1.6 V6T       | P      |

Anmerkungen
1. 1 2  Der Williams mit der Nummer 41 wurde im ersten freien Training für Wolff eingesetzt. Bottas übernahm das Fahrzeug anschließend für das restliche Rennwochenende mit seiner Startnummer 77.
2. 1 2  Der Sauber mit der Startnummer 36 wurde im ersten freien Training für van der Garde eingesetzt. Gutiérrez übernahm das Fahrzeug anschließend für das restliche Rennwochenende mit seiner Startnummer 21.

## Klassifikationen

### Qualifying
| Pos.                                                                      | Fahrer            | Konstrukteur         | Q1         | Q2         | Q3       | Start |
| ------------------------------------------------------------------------- | ----------------- | -------------------- | ---------- | ---------- | -------- | ----- |
| 01                                                                        | Nico Rosberg      | Mercedes             | 1:17,631   | 1:17,109   | 1:16,540 | 01    |
| 02                                                                        | Valtteri Bottas   | Williams-Mercedes    | 1:18,215   | 1:17,353   | 1:16,759 | 02    |
| 03                                                                        | Felipe Massa      | Williams-Mercedes    | 1:18,381   | 1:17,370   | 1:17,078 | 03    |
| 04                                                                        | Kevin Magnussen   | McLaren-Mercedes     | 1:18,260   | 1:17,788   | 1:17,214 | 04    |
| 05                                                                        | Daniel Ricciardo  | Red Bull-Renault     | 1:18,117   | 1:17,855   | 1:17,273 | 05    |
| 06                                                                        | Sebastian Vettel  | Red Bull-Renault     | 1:18,194   | 1:17,646   | 1:17,577 | 06    |
| 07                                                                        | Fernando Alonso   | Ferrari              | 1:18,389   | 1:17,866   | 1:17,649 | 07    |
| 08                                                                        | Daniil Kwjat      | Toro Rosso-Renault   | 1:18,530   | 1:18,103   | 1:17,965 | 08    |
| 09                                                                        | Nico Hülkenberg   | Force India-Mercedes | 1:18,927   | 1:18,017   | 1:18,014 | 09    |
| 10                                                                        | Sergio Pérez      | Force India-Mercedes | 1:18,916   | 1:18,161   | 1:18,035 | 10    |
| 11                                                                        | Jenson Button     | McLaren-Mercedes     | 1:18,425   | 1:18,193   | –        | 11    |
| 12                                                                        | Kimi Räikkönen    | Ferrari              | 1:18,534   | 1:18,273   | –        | 12    |
| 13                                                                        | Jean-Éric Vergne  | Toro Rosso-Renault   | 1:18,496   | 1:18,285   | –        | 13    |
| 14                                                                        | Esteban Gutiérrez | Sauber-Ferrari       | 1:18,739   | 1:18,787   | –        | 16    |
| 15                                                                        | Romain Grosjean   | Lotus-Renault        | 1:18,894   | 1:18,983   | –        | 14    |
| 16                                                                        | Lewis Hamilton    | Mercedes             | 1:18,683   | keine Zeit | –        | 20    |
| 17                                                                        | Adrian Sutil      | Sauber-Ferrari       | 1:19,142   | –          | –        | 15    |
| 18                                                                        | Jules Bianchi     | Marussia-Ferrari     | 1:19,676   | –          | –        | 17    |
| 19                                                                        | Pastor Maldonado  | Lotus-Renault        | 1:20,195   | –          | –        | 18    |
| 20                                                                        | Kamui Kobayashi   | Caterham-Renault     | 1:20,408   | –          | –        | 19    |
| 21                                                                        | Max Chilton       | Marussia-Ferrari     | 1:20,489   | –          | –        | 21    |
| 107-Prozent-Zeit: 1:23,065 min (bezogen auf Q1-Bestzeit von 1:17,631 min) |                   |                      |            |            |          |       |
| DNQ                                                                       | Marcus Ericsson   | Caterham-Renault     | keine Zeit | –          | –        | Box   |

Anmerkungen
1. ↑  Gutiérrez wurde wegen der Verursachung einer Kollision beim Großen Preis von Großbritannien um drei Positionen nach hinten versetzt.
2. ↑  Hamilton wurde wegen eines Getriebewechsels nach dem Qualifying um fünf Positionen nach hinten versetzt.
3. ↑  Ericsson wurde erlaubt, vom letzten Startplatz zu starten, da er im freien Training ausreichend schnell gewesen war. Er startete jedoch aus der Boxengasse, da die Reparaturarbeiten an seinem Caterham nicht, wie vom Reglement gefordert, 3,5 Stunden nach dem Qualifying beendet waren.

### Rennen
| Pos. | Fahrer            | Konstrukteur         | Runden | Stopps | Zeit        | Start | Schnellste Runde |
| ---- | ----------------- | -------------------- | ------ | ------ | ----------- | ----- | ---------------- |
| 01   | Nico Rosberg      | Mercedes             | 67     | 2      | 1:33:42,914 | 01    | 1:21,298 (67.)   |
| 02   | Valtteri Bottas   | Williams-Mercedes    | 67     | 2      | + 20,789    | 02    | 1:21,494 (45.)   |
| 03   | Lewis Hamilton    | Mercedes             | 67     | 3      | + 22,530    | 20    | 1:19,908 (53.)   |
| 04   | Sebastian Vettel  | Red Bull-Renault     | 67     | 3      | + 44,014    | 06    | 1:21,545 (39.)   |
| 05   | Fernando Alonso   | Ferrari              | 67     | 3      | + 52,467    | 07    | 1:20,548 (57.)   |
| 06   | Daniel Ricciardo  | Red Bull-Renault     | 67     | 3      | + 52,549    | 05    | 1:20,846 (53.)   |
| 07   | Nico Hülkenberg   | Force India-Mercedes | 67     | 2      | + 1:04,178  | 09    | 1:22,098 (44.)   |
| 08   | Jenson Button     | McLaren-Mercedes     | 67     | 3      | + 1:24,711  | 11    | 1:21,346 (64.)   |
| 09   | Kevin Magnussen   | McLaren-Mercedes     | 66     | 3      | + 1 Runde   | 04    | 1:20,224 (56.)   |
| 10   | Sergio Pérez      | Force India-Mercedes | 66     | 3      | + 1 Runde   | 10    | 1:20,752 (54.)   |
| 11   | Kimi Räikkönen    | Ferrari              | 66     | 3      | + 1 Runde   | 12    | 1:21,338 (55.)   |
| 12   | Pastor Maldonado  | Lotus-Renault        | 66     | 2      | + 1 Runde   | 18    | 1:22,305 (41.)   |
| 13   | Jean-Éric Vergne  | Toro Rosso-Renault   | 66     | 3      | + 1 Runde   | 13    | 1:21,876 (58.)   |
| 14   | Esteban Gutiérrez | Sauber-Ferrari       | 66     | 3      | + 1 Runde   | 16    | 1:22,008 (61.)   |
| 15   | Jules Bianchi     | Marussia-Ferrari     | 66     | 2      | + 1 Runde   | 17    | 1:22,522 (57.)   |
| 16   | Kamui Kobayashi   | Caterham-Renault     | 65     | 3      | + 2 Runden  | 19    | 1:22,866 (50.)   |
| 17   | Max Chilton       | Marussia-Ferrari     | 65     | 3      | + 2 Runden  | 21    | 1:23,035 (50.)   |
| 18   | Marcus Ericsson   | Caterham-Renault     | 65     | 3      | + 2 Runden  | Box   | 1:23,230 (49.)   |
| –    | Adrian Sutil      | Sauber-Ferrari       | 47     | 3      | DNF         | 15    | 1:22,529 (41.)   |
| –    | Daniil Kwjat      | Toro Rosso-Renault   | 44     | 2      | DNF         | 08    | 1:22,179 (34.)   |
| –    | Romain Grosjean   | Lotus-Renault        | 26     | 1      | DNF         | 14    | 1:24,137 (26.)   |
| –    | Felipe Massa      | Williams-Mercedes    | 0      | 0      | DNF         | 03    | –                |

## WM-Stände nach dem Rennen
Die ersten zehn des Rennens bekamen 25, 18, 15, 12, 10, 8, 6, 4, 2 bzw. 1 Punkt(e).

### Fahrerwertung
| Pos. | Fahrer           | Konstrukteur         | Punkte |
| ---- | ---------------- | -------------------- | ------ |
| 01   | Nico Rosberg     | Mercedes             | 190    |
| 02   | Lewis Hamilton   | Mercedes             | 176    |
| 03   | Daniel Ricciardo | Red Bull-Renault     | 106    |
| 04   | Fernando Alonso  | Ferrari              | 97     |
| 05   | Valtteri Bottas  | Williams-Mercedes    | 91     |
| 06   | Sebastian Vettel | Red Bull-Renault     | 82     |
| 07   | Nico Hülkenberg  | Force India-Mercedes | 69     |
| 08   | Jenson Button    | McLaren-Mercedes     | 59     |
| 09   | Kevin Magnussen  | McLaren-Mercedes     | 37     |
| 10   | Felipe Massa     | Williams-Mercedes    | 30     |
| 11   | Sergio Pérez     | Force India-Mercedes | 29     |

| Pos. | Fahrer            | Konstrukteur       | Punkte |
| ---- | ----------------- | ------------------ | ------ |
| 12   | Kimi Räikkönen    | Ferrari            | 19     |
| 13   | Jean-Éric Vergne  | Toro Rosso-Renault | 9      |
| 14   | Romain Grosjean   | Lotus-Renault      | 8      |
| 15   | Daniil Kwjat      | Toro Rosso-Renault | 6      |
| 16   | Jules Bianchi     | Marussia-Ferrari   | 2      |
| 17   | Adrian Sutil      | Sauber-Ferrari     | 0      |
| 18   | Marcus Ericsson   | Caterham-Renault   | 0      |
| 19   | Pastor Maldonado  | Lotus-Renault      | 0      |
| 20   | Esteban Gutiérrez | Sauber-Ferrari     | 0      |
| 21   | Max Chilton       | Marussia-Ferrari   | 0      |
| 22   | Kamui Kobayashi   | Caterham-Renault   | 0      |

### Konstrukteurswertung
| Pos. | Konstrukteur         | Punkte |
| ---- | -------------------- | ------ |
| 01   | Mercedes             | 366    |
| 02   | Red Bull-Renault     | 188    |
| 03   | Williams-Mercedes    | 121    |
| 04   | Ferrari              | 116    |
| 05   | Force India-Mercedes | 98     |
| 06   | McLaren-Mercedes     | 96     |

| Pos. | Konstrukteur       | Punkte |
| ---- | ------------------ | ------ |
| 07   | Toro Rosso-Renault | 15     |
| 08   | Lotus-Renault      | 8      |
| 09   | Marussia-Ferrari   | 2      |
| 10   | Sauber-Ferrari     | 0      |
| 11   | Caterham-Renault   | 0      |